# 联合共和
团结共和（法語：République solidaire，縮寫：RS），为法国的一个政党，立场为中间偏右。2010年6月18日，该党由法国前总理多米尼克·德维尔潘成立。
该党的目标为2012年法国总统选举，对手为总统萨尔科齐。

## 领导人
- 主席 多米尼克·德维尔潘
- 秘书长 布丽吉特·吉拉尔丹
- 发言人 玛丽－安妮·蒙尚任